# 海滨街道 (温州市)
海滨街道是中华人民共和国浙江省温州市龙湾区下辖的一个街道办事处。因地处海滨，故名。

## 建置沿革
- 民国时称沙前乡，1945年称沙村乡，1948年与宁村乡合并称双村乡。属永嘉县。
- 1958年改公社。属温州市。
- 1961年称海滨公社，1981年划属瓯海县。
- 1984年析置沙蟾乡。
- 1988年建海滨镇。
- 1992年宁城乡并入。
- 1997年，面积31.2平方千米。人口2.6万，辖海滨居委会和沙北、沙南、沙中、建新、蟾钟、渔池、宁村、小徒、北门外、城东、北荡、教新、蓝田13个行政村，镇府驻海滨自然镇。
- 后撤销并入永中镇。2001年，将瓯海区的永中镇划归龙湾区管辖。
- 2002年，以原永中镇的宁村、教新、沙中、沙北、小陡、北新、蓝田、江一、沙南、蟾钟、渔池、建新、城东13个行政村和海滨居民区设立海滨街道，区域范围东至瓯江，南至永兴街道五溪村，西至永中街道沧河村，北至瑶溪镇黄石村，

## 行政区划
海滨街道下辖以下村级行政区划单位：
海滨社区、沙中村、蟾钟村、沙南村、建新村、渔池村、沙北村、教新村、北新村、城东村、宁村、江一村、蓝田村和小陡村。

## 交通
- 民航温州机场坐落辖区东部。
- 永梅、机场公路。

## 名胜古迹
- 汤和庙。